# 弗朗西斯·英格拉姆
弗朗西斯·英格拉姆（英語：Francis Ingram，1739年–1815年），英国奴隶贩子和海盗。
英格拉姆至少參與過108次贩奴航行，运送了大约34000名奴隶，其中大约5000人死在他的船上。他是非洲商人公司的成员。1778年，英法战争爆发，英国奴隶贸易中断。受此影响，他成了一名海盗船长。他是一艘名为“企业号”的船的共同所有人之一，并利用这艘船抢来了一些新的船只。

## 早年生活
1739年，英格拉姆出生在约克郡韦克菲尔德附近的奥尔顿。

## 奴隶贸易
弗朗西斯·英格拉姆至少參與過108次奴隶贸易航行。他购买了大约34000名奴隶，其中大约5000人死于运输途中。他從事販奴長達39年，只有另外三个利物浦的奴隶贩子能超过他。
英格拉姆在贝宁湾的波多诺伏开创了英国奴隶贸易。18世纪80年代，每年从该镇购买的奴隶不到200人，但到18世纪90年代，这一数字已经增加到3000多人。
英格拉姆将40%到50%的奴隶送到了牙买加。该岛是利物浦奴隶贸易的最大市场，它发展了先进的商业模式，降低了费用和交易成本。

## 海盗生涯
1778年，英法战争爆发，英国奴隶贸易中断。受此影响，弗朗西斯·英格拉姆成为了一名私掠船船长，经常与其他奴隶贩子合作，比如托马斯·利兰。吉尔伯特·韦克菲尔德牧师在当时的一篇文章中写道，战争导致利物浦的私掠船激增，因为对许多奴隶贩子来说，失去一艘奴隶船的风险太大了。商人们希望奴隶贸易不受影响。英格拉姆是一艘名为“企业号”的私掠船的共同所有人，他写给船长哈斯拉姆的信件被保存下来，并记录了他的通信。“企业号”于1779年9月首次出征敌舰，当时有106名船员。戈默·威廉姆斯将这种海盗行为描述为合法的海盗行为，他说，船只商人从奴隶贸易转向海盗行为，对利物浦来说并没有什么改善。他写道;“利物浦的道德标准是如此之低，即使把海盗作为一门艺术引入默西河，也不会明显地改变大众的行为和道德。”他补充说:“充满热情，以‘伟大的精神’在海上巡游，用猛烈的炮火回击敌人的言论，为利物浦的荣誉勇敢地面对死亡，对许多破产的灵魂来说一定是有益的。”他写道，英格拉姆在写给哈斯拉姆船长的私人信件中没有讨论他的船员几乎肯定犯下的暴行。相反，他讨论的是必须履行的义务，以确保他获得最大的经济回报。
企业号俘获了许多法国船只。勒瓦扬号被哈斯拉姆船长捕获，船上装满了酒，面粉和糖，但它在1780年9月12日失事。大约140桶红葡萄酒和74桶面粉从沉船中被打捞出来。1780年9月14日，企业号俘获了信使号，重达200吨，当时正行驶在波尔多和圣塞巴斯蒂安之间。船上的货物在圣乔治咖啡馆出售。它包括141桶糖、82包大麻、7大桶红葡萄酒、1大桶弗吉尼亚烟草、油漆、铜锅、大理石板、眼镜框、12张新椅子、41支新枪和8辆新马车。10月22日，“企业号”在海上航行了大约一个月后，俘获了“冒险家号”。被捕时，这艘船正从马蒂尼科驶往波尔多，船上载有105包棉花、28桶烟草、600桶泥糖、38桶莫斯科白糖、14铁皮又23桶白糖、164豪格海外加49铁皮又115桶咖啡、6桶又235袋可可、1桶又2000磅阿勒勃和22支枪，企业号还俘虏了圣佩德罗号、圣约瑟夫号和勒莫伊诺号。

## 银行业
18世纪80年代，英格拉姆从海伍德银行贷款。奴隶贩子通常通过信贷和早期航行的利润来为他们的贸易融资。英格拉姆后来利用奴隶贸易的利润进入银行业。 他成为了斯坦福思、博德和达尔特拉银行的合伙人，据记录，他们在1792年在利物浦普尔街租下了房产。

## 非洲商人公司
英格拉姆是非洲商人公司的成员。1777年7月14日，公司在利物浦召开了第一次会议。其目的是游说英国政府，试图阻止对奴隶贸易的监管。委员会每周一上午在利物浦市政厅举行会议。其他成员包括威廉·格雷格森、约翰·多布森、约瑟夫·布鲁克斯、托马斯·霍奇森、托马斯·凯斯、本杰明·海伍德、托马斯·斯坦尼福思、乔治·凯斯、Thos Rumbold, Thomas Birch, Richard Savage和James Caruthers。